# Camille van Camp

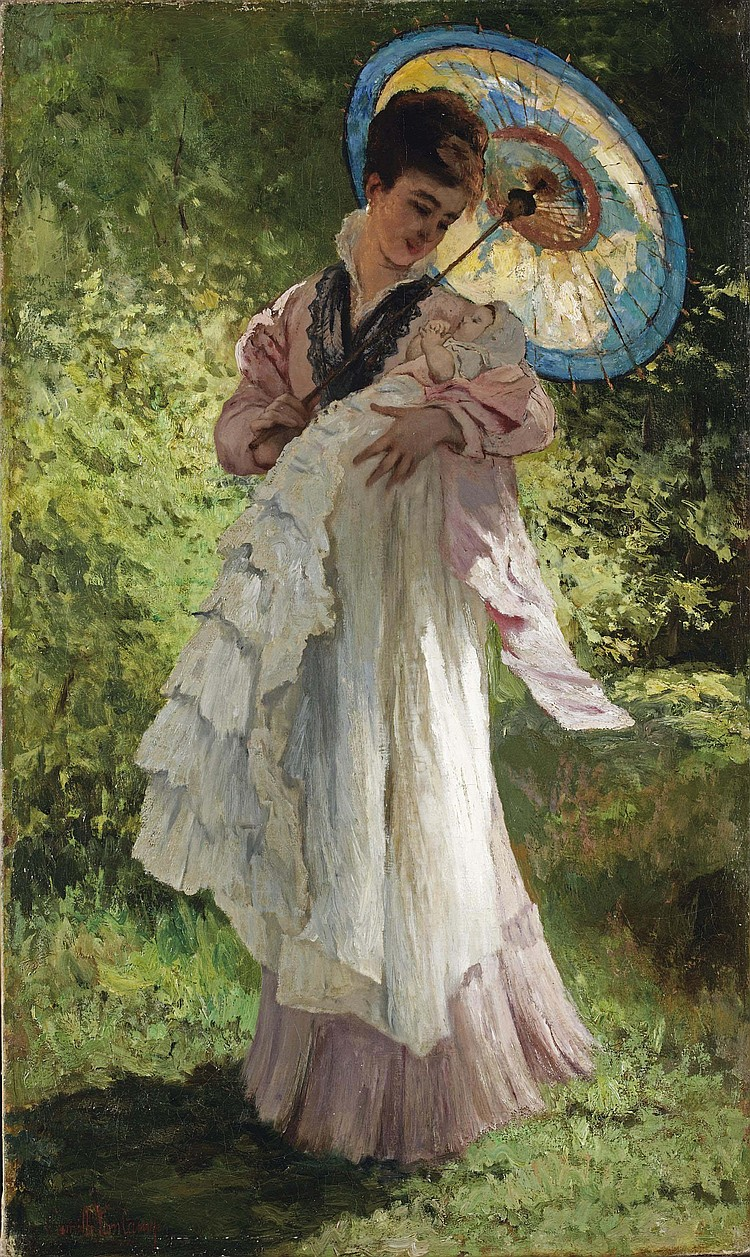
Mutterliebe

Camille van Camp (* 3. Juni 1834 in Tongern; † 16. November 1891 in Montreux) war ein belgischer Porträt- und Landschaftsmaler sowie Aquarellist und Radierer.
Van Camp studierte von 1848 bis 1853 an der Académie royale des Beaux-Arts de Bruxelles bei François-Joseph Navez, Louis Gallait und Louis Huard.
1857 kam van Camp nach Florenz, wo er alte Meisterwerke in den Uffizien kopierte. 1859 kopierte er die Werke alter Meister im Pariser Louvre.
1863 kamen Camille van Camp und sein Freund Hippolyte Boulenger nach Tervuren, das sie als „belgisches Barbizon“ bezeichneten. Sie blieben im Gasthaus „In den Vos“ und planten die Gründung einer Künstlerkolonie in Tervuren.
Van Camp war 1868 Gründungsmitglied der Société libre des Beaux-Arts. Er veröffentlichte Kunstkritiken in „L’Art libre“.
Van Camp illustrierte die Erstausgabe von Charles De Costers „Tijl Uilenspiegel“.